# Zawada-Piaski
Zawada-Piaski – wieś w Polsce położona w województwie kujawsko-pomorskim, w powiecie włocławskim, w gminie Baruchowo.
W latach 1975–1998 miejscowość należała administracyjnie do województwa włocławskiego.
Do 2015 roku część wsi Zawada, która została zniesiona.